# Vasili Mizínov
Vasili Vitálievich Mizínov (en ruso: Василий Витальевич Мизинов, Magnitogorsk, 29 de diciembre de 1997) es un deportista ruso que compite en atletismo, especialista en la disciplina de marcha.
Ganó una medalla de plata en el Campeonato Mundial de Atletismo de 2019 y una medalla de bronce en el Campeonato Europeo de Atletismo de 2018, ambas en la prueba de 20 km marcha.

## Palmarés internacional
| Campeonato Mundial | Campeonato Mundial | Campeonato Mundial | Campeonato Mundial |
| Año                | Lugar              | Medalla            | Prueba             |
| ------------------ | ------------------ | ------------------ | ------------------ |
| 2019               | Doha (Catar)       | Medalla de plata   | 20 km marcha       |
| Campeonato Europeo |                    |                    |                    |
| Año                | Lugar              | Medalla            | Prueba             |
| 2018               | Berlín (Alemania)  | Medalla de bronce  | 20 km marcha       |